# النظرية السلوكية
النظرية السلوكية هي مقاربة في العلوم السياسية برزت في الثلاثينيات من القرن العشرين في الولايات المتحدة الأمريكية. وقد مثلت هذه النظرية انقطاعًا حادًا عن المقاربات السابقة في تشديدها على المقاربة الموضوعية المحددة لتفسير السلوك السياسي والتنبؤ به. وهي مرتبطة بصعود العلوم السلوكية التي نُمذجت وفقًا للعلوم الطبيعية. تزعم النظرية السلوكية أنه بمقدورها تفسير السلوك السياسي من وجهة نظر محايدة وغير منحازة.
يسعى مؤيدو النظرية السلوكية إلى تفحص السلوك والأفعال وتصرفات الأفراد - بدلًا من مزايا المؤسسات، كالمؤسسات التشريعية والتنفيذية والقضائية – وجماعات في مختلف البنى الاجتماعية وتفسير هذا السلوك بحسب ارتباطه بالنظام السياسي.

## أصول النظرية
نالت النظرية السلوكية دعمًا منذ العام 1942 حتى السبعينيات من القرن العشرين. ربما كان دوايت والدو من نحت هذا المصطلح للمرة الأولى في كتاب بعنوان «العلوم السياسية في الولايات المتحدة» الذي صدر في عام 1956. إلا أن من روج للمصطلح كان ديفيد إيستون. وقد كان المصطلح محور النقاش بين المقاربات التقليدية والمقاربات البارزة حديثًا للعلوم السياسية. عادة ما تعزى أصول النظرية السلوكية إلى تشارلز ميريام الأستاذ في جامعة شيكاغو، الذي شدد في عقدي العشرينيات والثلاثينيات من القرن العشرين على أهمية تفحص السلوك السياسي للأفراد والجماعات بدلًا من الاكتفاء بالنظر في الكيفية التي يتّبعون من خلالها القواعد القانونية والرسمية.

## النظرية السلوكية كمقاربة سياسية
قبل «الثورة السلوكية»، كانت علمية العلوم السياسية بحد ذاتها خاضعة لجدل. إذ نظر النقاد إلى دراسة السياسة بأنها نوعية ومعيارية بشكل رئيسي، وزعموا بأنها تفتقر إلى المنهج العلمي اللازم لتعتبر علمًا. استخدم مؤيدو النظرية السلوكية منهجية صارمة وبحثًا تجريبيًا لمنح دراستهم موثوقية بصفتها علمًا اجتماعيًا. كانت المقاربة السلوكية تجديدية لأنها غيرت الموقف حول الغاية من البحث. فقد تحول نحو بحث تدعمه حقائق يمكن التحقق من صحتها. في الفترة الممتدة بين العامين 1954 و1963 ساهم غابرييل ألموند في توسيع النظرية السلوكية لتصل إلى السياسة المقارنة عبر إنشاء لجنة في مجلس أبحاث العلوم الاجتماعية. خلال فترة بروز شهرتها في الستينيات والسبعينيات من القرن العشرين، تحدت النظرية السلوكية المقاربات الواقعية والليبرالية التي سماها مؤيدو النظرية السلوكية ب«النظرية التقليدية»، وتحدت أيضًا دراسات أخرى في السلوك السياسي لم تكن مستندة إلى حقائق.
من أجل فهم السلوك السياسي، تستخدم النظرية السلوكية المناهج التالية: المعاينة والمقابلة والتسجيل والقياس والتحليل الإحصائي.
تدرس النظرية السلوكية كيفية تصرف الأفراد في مواقع ضمن الجماعة بشكل واقعي لا من ناحية كيف ينبغي أن يتصرفوا. مثلًا، قد تتضمن دراسة لكونغرس الولايات المتحدة الأمريكية تناولًا للكيفية التي يتصرف من خلالها أعضاء الكونغرس ضمن مواقعهم. وموضوع الاهتمام هو كيف يصبح الكونغرس «منطقة للأفعال» والمجالات المحيطة الرسمية وغير الرسمية للسلطة.

## معنى المصطلح
كان ديفيد إستون أول من ميز بين النظرية السلوكية والسلوكية في الخمسينيات من القرن العشرين (السلوكية هي المصطلح الذي غالبًا ما يرتبط بعلم النفس). في أوائل الأربعينيات من القرن العشرين، كانت السلوكية نفسها يشار إليها بصفتها علمًا سلوكيًا وأشير إليها لاحقًا بالسلوكية. إلا أن إستون أراد التمييز بين هذين الفرعين: 
لم تكن النظرية السلوكية معرّفة بشكل واضح بالنسبة لأولئك الذين كان يُعتقد أنهم مؤيدون للنظرية السلوكية. وقد عُرفت بشكل أكثر وضوحًا من قبل أولئك الذين عارضوها، نظرًا إلى أنهم كانوا يصفونها بمصطلحات تتعلق بأمور وجدوها محل اعتراض ضمن التوجهات الأحدث. وبذلك فإن البعض سيعرف النظرية السلوكية كمحاولة لتطبيق مناهج العلوم الطبيعية على السلوك البشري. في حين سيعرفها البعض كتشديد مفرط على التكميم. والبعض سيعرفها على أنها اختزالية فردانية. من الداخل، كان الممارسون يمتلكون آراء مختلفة حول جوهر النظرية السلوكية. [...] وقلة منا فقط كانت متوافقة.
وفي هذا السياق، بقيت النظرية السلوكية تقاوم تعريفًا موحدًا. شدد دوايت والدو على أن النظرية السلوكية بحد ذاتها غير واضحة، واصفًا إياها ب«المعقدة» و«الغامضة».